# Cellamare
Cellamare – miejscowość i gmina we Włoszech, w regionie Apulia, w prowincji Bari.
Według danych na styczeń 2009 gminę zamieszkiwały 5703 osoby przy gęstości zaludnienia 978,2 os./1 km².